# Редіу (Ясси)
Редіу (рум. Rediu) — село у повіті Ясси в Румунії. Адміністративний центр комуни Редіу.
Село розташоване на відстані 327 км на північ від Бухареста, 9 км на північний захід від Ясс.

## Населення
За даними перепису населення 2002 року у селі проживали 1486 осіб. Усі жителі села рідною мовою назвали румунську.
Національний склад населення села:
| Національність   | Кількість осіб | Відсоток |
| ---------------- | -------------- | -------- |
| румуни           | 1477           | 99,4%    |
| росіяни-липовани | 6              | 0,4%     |